# Clorfeniramină
Clorfeniramina, denumită și clorfenamină, este un antihistaminic derivat de piridină, de generație 1, fiind utilizat în tratamentul alergiilor. Printre acestea se numără rinita alergică, conjunctivita, dermatozele și urticaria. Căile de administrare disponibile sunt orală, subcutanată, intravenoasă și intramusculară.
Medicamentul a fost patentat în 1948 și a fost aprobat pentru uz medical în 1949. Este disponibil ca medicament generic și over the counter.

## Utilizări medicale
Clorfeniramina este utilizată în tratamentul reacțiilor alergice.

## Reacții adverse
Fiind un antihistaminic H1 de generație 1, poate produce sedare, somnolență și cefalee.